# Miejski Cmentarz Komunalny w Skierniewicach
Miejski Cmentarz Komunalny w Skierniewicach – cmentarz znajdujący się przy ul. Strobowskiej 19 w Skierniewicach.
Cmentarz powstał w sierpniu 1981 roku. Położony jest na południu miasta. Pochówki zmarłych odbywają się do dziś. Jest to najnowszy cmentarz na terenie miasta. 31 października 2010 r. otworzono pierwsze kolumbarium w Skierniewicach jak również w powiecie skierniewickim. Oddano dwie ściany z klinkierowej cegły, w każdej z nich znajduje się 56 wnęk. Każda wnęka może pomieścić dwie urny a zamykana jest czarną granitową tablicą. Docelowo na wydzielonym placu ma powstać 1200 nisz, które będą sukcesywnie budowane w miarę sprzedaży już istniejących. Główne aleje cmentarne wyłożone są kostką brukową. Cmentarz otoczony jest płytami murowanymi. Na terenie cmentarza znajduje się kaplica, kostnica.

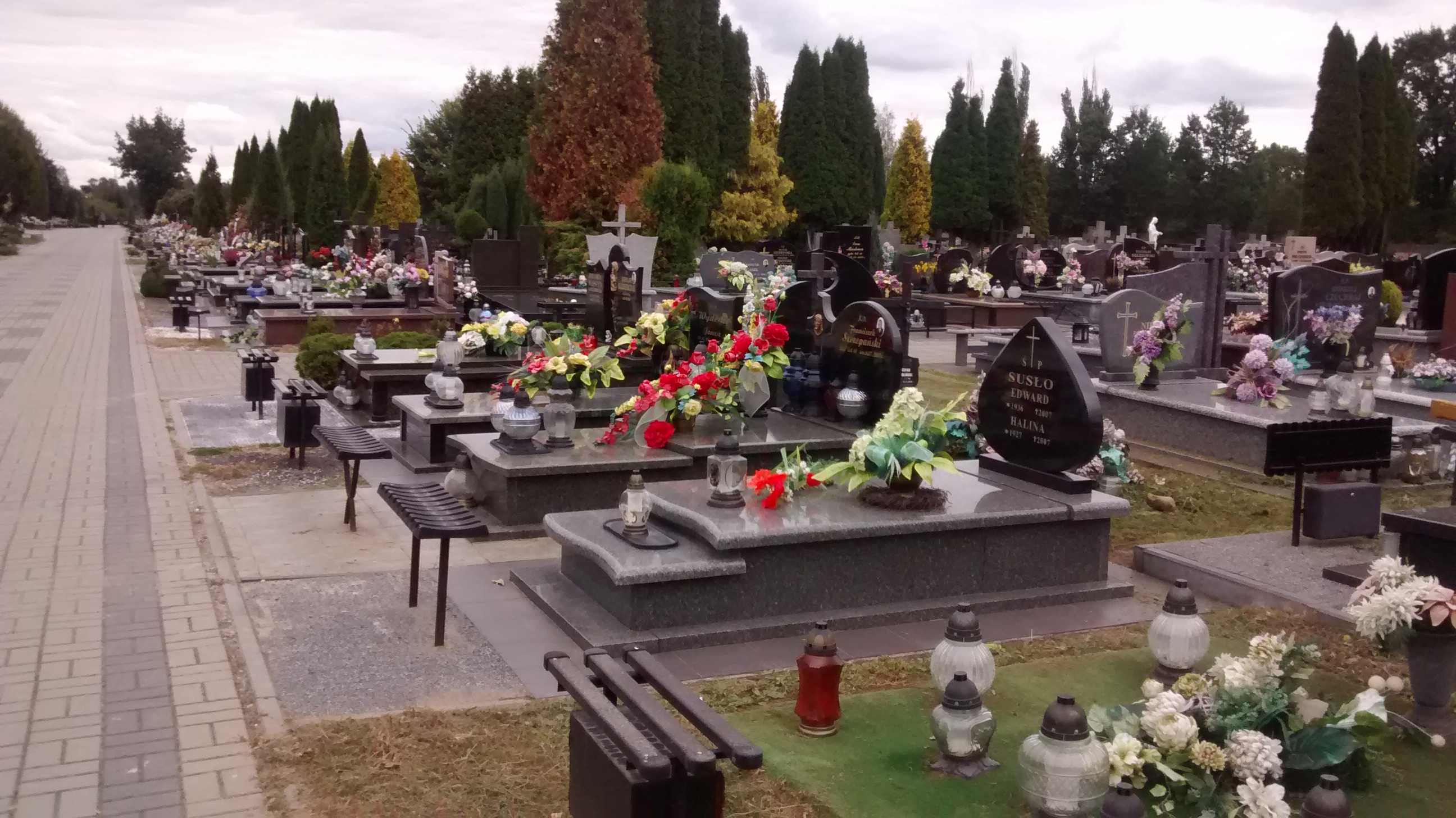
Cmentarz Komunalny w Skierniewicach
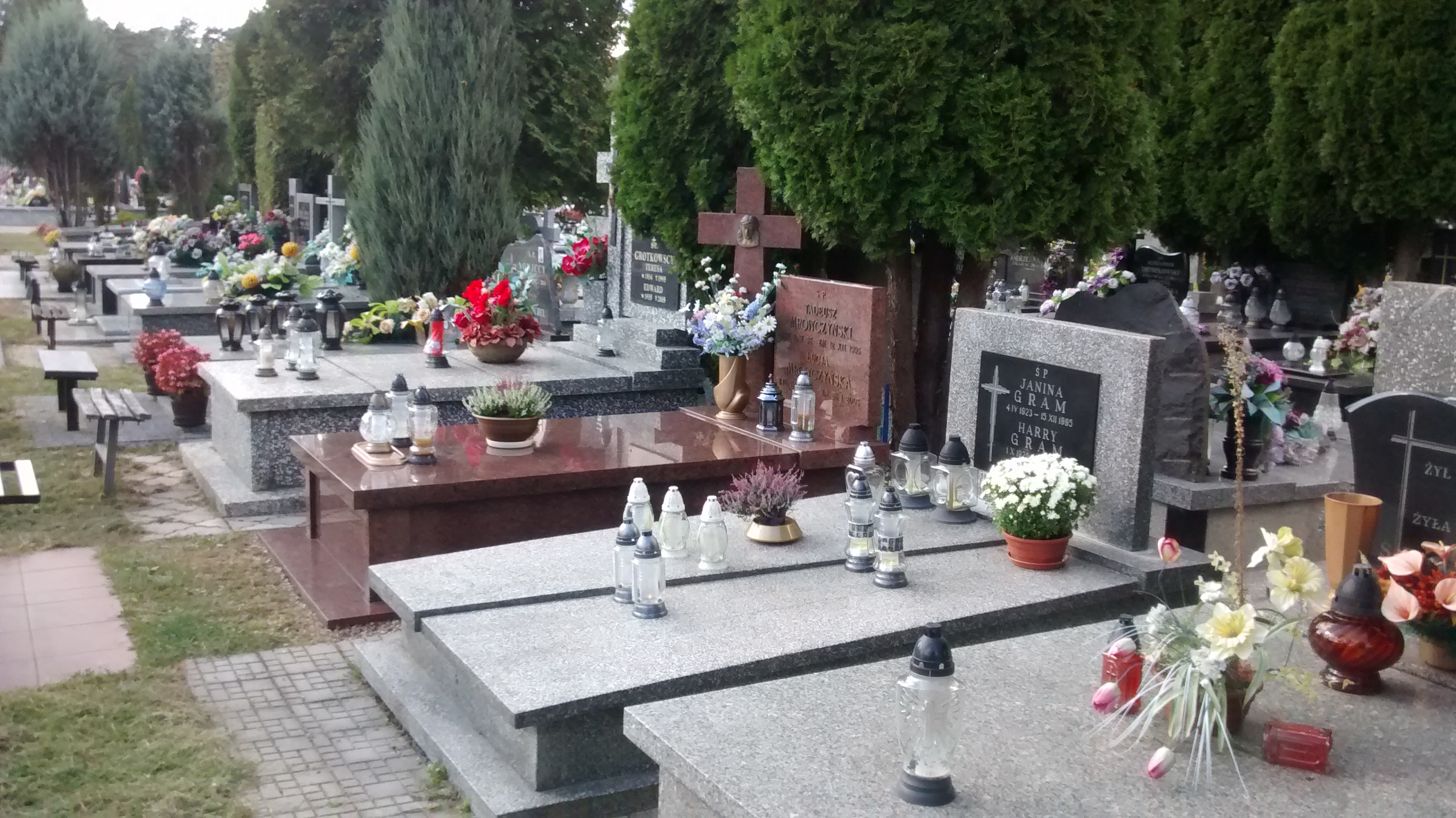
Groby na Miejskim Cmentarzu